# Marine Fatoumata Camara
Pour les articles homonymes, voir Camara.
Marine Fatoumata Camara née le 28 janvier 1995 est une boxeuse malienne  à Clamart.

## Biographie
Marine Fatoumata Camara est née d'une mère française et d'un père malien.

### Carriere
Elle commence la boxe à l'âge de 14 ans au club municipal de Villeneuve-le-Roi/Ablon-sur-Seine. Alors qu'elle dispute le tournoi international de Sétif en 2017, elle est approchée par des représentants du Comité national olympique et sportif du Mali ainsi que de la Fédération malienne de boxe ; deux ans plus tard, après avoir obtenu un master à l'université Paris-Dauphine, elle rejoint la sélection du Mali.
Elle participe aux Jeux africains de Rabat en 2019, devenant ainsi la première boxeuse malienne à représenter son pays au niveau international ; elle remporte la médaille d'argent dans la catégorie des moins de 57 kg,. Elle termine un beau parcours pour sa première sortie et sa première compétition avec le mali. « J’avais une grosse pression et mon but, c’était de faire une entrée remarquée. Même s’il n’y a pas l’or, je pense que c’est réussi. J’espère que c’est le début d’une grande série » dit-elle.
Elle  bat  l’Anglaise Elyse Glynn en finale du tournoi International «Eindhoven Box Cup», l'un des plus gros tournois européens en juin 2022. « Le Mali sur la plus haute marche du podium. Toujours une fierté de faire briller mon pays. Merci pour la confiance », commemte-elle après son sacre.
Après avoir été battue en finale du tournoi de qualification olympique de Bangkok, elle obtient une place d'universalité pour les Jeux olympiques d'été de 2024 à Paris.

## Palmares
•  médaille d'argent de la catégorie des moins de 57 kg Jeux africains de Rabat en 2019